# Mita Sekisuke
Mita Sekisuke (jap. 見田 石介; * 23. April 1906, Präfektur Shimane; † 9. August 1975), später auch Amakasu Sekisuke (甘粕 石介), war ein japanischer Philosoph und Ökonom.

## Leben
1927 begann Mita an der Universität Kyōto sein Studium der Philosophie, und kam dabei mit den Philosophen Tosaka Jun in Kontakt. In der zweiten Hälfte der 30er Jahre trat er Tosakas 1932 gegründeter materialistischer Studiengruppe bei (Yuibutsuron Kenkyūkai), die eine der letzten Bastionen linker Intellektueller darstellte. Zu dieser Zeit verfasste Mita ein Buch über Kunst (芸術論, Geijutsuron, wörtlich: „Kunsttheorie“) und eines über Hegel (ヘーゲル哲学への道, Hēgeru tetsugaku e no michi, „Straße zu Hegels Philosophie“). Ab Januar 1940 verbrachte er auf Grundlage des Gesetzes zur Aufrechterhaltung der öffentlichen Sicherheit ein Jahr im Gefängnis. Nach dem Krieg führte er Auseinandersetzungen mit den idealistischen Philosophen Nishida Kitarō und Tanabe Hajime und war beteiligt an Organisationen der Kommunistischen Partei Japans. 1952 wurde er Professor an der Städtischen Universität Osaka, wo sich sein Interessensfokus weg von der Philosophie und hin zur Politischen Ökonomie verschob, wobei sein philosophischer Hintergrund seine Überlegungen beeinflusste. Zu dieser Zeit änderte Mita seinen Nachnamen in Amakasu. Arbeiten dieser späteren Periode behandeln beispielsweise die Wissenschaft (科学論, Kagakuron, „Wissenschaftstheorie“) und die Methode des marxschen Kapitals (資本論の方法, Shihon-ron no hōhō, „Methode von ‚Das Kapital‘“).

## Werke (Auswahl)
- The Method of Capital. Übersetzung nach: Mita Sekisuke chosaku-shū (Selected Works of Sekisuke Mita) vol. 4 (1977)

| Personendaten    | Personendaten                                                                       |
| ---------------- | ----------------------------------------------------------------------------------- |
| NAME             | Mita, Sekisuke                                                                      |
| ALTERNATIVNAMEN  | 見田石介 (japanisch); Amakasu Sekisuke (Pseudonym); 甘粕石介 (japanisch, Pseudonym) |
| KURZBESCHREIBUNG | japanischer Philosoph und Ökonom                                                    |
| GEBURTSDATUM     | 23. April 1906                                                                      |
| GEBURTSORT       | Präfektur Shimane                                                                   |
| STERBEDATUM      | 9. August 1975                                                                      |